# The Bird and the Bee
The Bird and The Bee ist das aktuelle Projekt der US-amerikanischen Musiker Greg Kurstin („the Bee“) und Inara George („the Bird“), das derzeit eine Mischung von mit Motown Jazz und weiteren Indie-Rock-/Electronica-Stilelementen bereichertem Elektropop spielt.

## Geschichte
Inara George lernte Greg Kurstin durch ihren Produzenten Michael Andrews kennen. Die intensiven Vorbereitungen zur Produktion der gemeinsamen ersten Musik-Veröffentlichung begannen George und Kurstin in seinem Heimstudio in Echo Park, Kalifornien (USA). Am 31. Oktober 2006 erschien die EP again and again and again and again.
Im Dezember 2006 erreichte die Singleauskopplung F*cking Boyfriend die „U.S. Hot Dance Club Play Charts“.
Ihr eigentliches Debütalbum The Bird and the Bee wurde am 23. Januar 2007 vom Label Blue Note Records veröffentlicht.
Vom 27. März (Seattle) bis 11. April 2007 (New York) tourten The Bird and The Bee durch neun US-amerikanische Städte, mit zwei weiteren Konzerten in Toronto und Montreal (Kanada).

## Diskografie
- 2006: F-cking Boyfriend (Ralphi Rosario & Jody DB Versions) (EP, 7. August 2006)
- 2006: Again & Again (Single, 31. Oktober 2006)
- 2006: Again and Again and Again and Again (EP, 31. Oktober 2006)
- 2007: F*cking Boyfriend (Single, 5. März 2007)
- 2007: Again & Again (Hotel Room Bossanova Version) (Single, 4. Juni 2007)
- 2007: I Hate Camera (EP, 11. Juli 2007)
- 2007: Please Clap Your Hands (EP, 25. September 2007)
- 2007: La La La (Single, 2. Oktober 2007)
- 2007: The Bird and the Bee (Album, 23. Januar 2007 und 30. Oktober 2007)
- 2007: Carol of the Bells (Single, 6. November 2007)
- 2008: One Too Many Hearts (EP, 31. März 2008)
- 2008: Live at the Palms (EP, 8. Juli 2008)
- 2009: Ray Guns Are Not Just the Future (Album, 27. Januar 2009)
- 2010: Interpreting the Masters, Volume 1: A Tribute to Daryl Hall and John Oates (Album, 23. März 2010)
- 2015: Recreational Love (Album, 17. Juli 2015)
- 2020: Put Up The Lights (Weihnachtsalbum, 23. Oktober 2020)

## Filmografie
- 2007: Last Call with Carson Daly (TV-Serie, Episode vom 10. Mai 2007)